# 奧斯普里 (佛羅里達州)
奧斯普里（英語：Osprey）是位於美國佛羅里達州薩拉索塔縣的一個人口普查指定地區。

## 地理
奧斯普里的座標為27°11′38″N 82°29′10″W / 27.19389°N 82.48611°W，而該地最高點為海拔高度3米（即10英尺）。

## 人口
根據2010年美國人口普查的數據，奧斯普里的面積為15.70平方千米，當中陸地面積為13.50平方千米，而水域面積為2.20平方千米。當地共有人口6100人，而人口密度為每平方千米388人。